# Jochen Geilfuß-Wolfgang
Jochen Geilfuß-Wolfgang (* 1963 in Osnabrück) ist ein deutscher Germanist.

## Leben
Er studierte von 1983 bis 1988 in Göttingen, Konstanz und Tübingen Germanistik und Philosophie. Nach dem Zivildienst in der Abteilung für Sprachstörungen der Rheinischen Landesklinik Bonn war er wissenschaftlicher Mitarbeiter im Sonderforschungsbereich 340 der Universität Tübingen. Er promovierte 1995 an der Universität Tübingen mit einer Arbeit über Fokussemantik und habilitierte 2004 an der Universität Leipzig mit einer Arbeit über die Worttrennung am Zeilenende. Seit 2007 ist er Professor für deutsche Sprachwissenschaft an der Universität Mainz.

## Schriften (Auswahl)
- Über gewisse Fälle von Assoziation mit Fokus. Tübingen 1996, ISBN 3-484-30358-1.
- Worttrennung am Zeilenende. Über die deutschen Worttrennungsregeln, ihr Erlernen in der Grundschule und das Lesen getrennter Wörter. Tübingen 2007, ISBN 3-484-30518-5.
- mit Sandra Ponitka: Der einfache Satz. Tübingen 2020, ISBN 3-8233-8206-3.